# Androstenona
A androstenona (5α-androst-16-en-3-ona) é uma feromona esteróide. Encontra-se na saliva de porcos machos, aipo e trufas. A androstenona foi a primeira feromona mamífera a ser identificada. Encontra-se em elevadas concentrações na saliva dos porcos machos e, quando as porcas o inalam durante o estro, o resultado é que adotam a posição de acasalamento. A androstenona é o ingrediente ativo do 'Boarmate', um produto comercial fabricado pela DuPont e vendido a explorações de suínos para verificar o momento apropriado para a inseminação artificial de porcas.